# Krishnamyces indica
Krishnamyces indica är en svampart som beskrevs av Hosag. 2003. Krishnamyces indica ingår i släktet Krishnamyces, divisionen sporsäcksvampar och riket svampar.   Inga underarter finns listade i Catalogue of Life.